# Bourbach-le-Bas
Bourbach-le-Bas är en kommun i departementet Haut-Rhin i regionen Grand Est (tidigare regionen Alsace) i nordöstra Frankrike. Kommunen ligger i kantonen Thann som tillhör arrondissementet Thann. År 2022 hade Bourbach-le-Bas 555 invånare.

## Befolkningsutveckling
Antalet invånare i kommunen Bourbach-le-Bas
| Referens: INSEE |